# Романенко Рустам Ракшанович
Руста́м Ракша́нович Романе́нко — солдат Збройних сил України, учасник російсько-української війни.

## Життєпис
В часі боїв зазнав поранення, лікувався.
З 2016 по 2019 рік проходив військову службу за контрактом в лавах НГУ, брав участь в ООС.

## Нагороди
За особисту мужність і героїзм, виявлені у захисті державного суверенітету та територіальної цілісності України, вірність військовій присязі під час російсько-української війни
- нагороджений орденом «За мужність» III ступеня (26.2.2015).